# Korintska zveza
Korintska zveza ali Helenska zveza (starogrško κοινὸν τῶν Ἑλλήνων, latinizirano: koinòn tõn Hellḗnōn) ali preprosto Heleni (οἱ Ἕλληνες, Hellēnes), je bila zveza grških držav, ki jo je ustanovil Filip II. Makedonski leta 338–337 pr. n. št., da bi združil grške vojaške sile pod makedonskim vodstvom (hegemonija) pri skupnem osvajanju perzijskega Ahemenidskega cesarstva.
Filipa II. je k združitvi Grkov proti Perzijcem leta 346 pr. n. št. spodbudil Izokrat. Korintska zveza je bila ustanovljena po bitki pri Hajroneji 2. avgusta 338 pr. n. št. in pod nadzorom Filipa II. Njegov sin Aleksander je vključil zvezo svojega očeta v svoje načrte za vsehelensko invazijo v Azijo, da bi razširil Makedonijo in se maščeval Perzijskemu imperiju. V helenističnem obdobju so nekateri antigonidski vladarji Makedonije kmalu oživili zvezo, znano kot 'Helensko zavezništvo'.

## Ozadje
Od sredine 4. stoletja pr. n. št. so sistem grških mestnih držav (poleis) postopoma izpodrivale ideje o vsehelenski enotnosti, ki so jih zagovarjali nekateri pisci in govorniki, vključno z Izokratom, ki je v svojem govoru Filip pozval Filipa II., naj združi grške sile proti Perzijcem. Panhelenska enotnost je bila dosežena šele z vzponom Makedonije. Po zmagi v bitki pri Hajroneji (337 pr. n. št.) je lahko Filip južni Grčiji vsilil poravnavo, ki so jo sprejele vse države, razen Šparte. Filip ni imel namena oblegati nobenega mesta niti ga osvojiti, temveč je želel imeti južne Grke za zaveznike za svojo načrtovano akcijo proti Perzijcem.  V mesecih po bitki je Filip potoval po Grčiji in sklepal mir z državami, ki so mu nasprotovale, se ukvarjal s Špartanci in postavljal svoje garnizije. Zdi se, da se je sredi leta 337 pr. n. št. utaboril blizu Korinta in začel načrtovati ustanovitev zveze mestnih držav, ki bi zagotovila mir v Grčiji, Filipu pa vojaško pomoč proti Perziji. Glavni pogoji sporazuma mestnih držav so bili, da vse članice postanejo zaveznice Makedonije in samih seboj, da je vsem članicam zagotovljena skupna obramba pred napadi, svoboda plovbe in nevmešavanje v notranje zadeve. Zveza je nato napovedala vojno Perziji in izvolila Filipa za stratega za prihajajočo kampanjo.

## Organizacija
Ligo je vodil hegemon (vodja) (v vojaškem kontekstu strateg avtokrat), svet (sinedrij) in sodniki (dikastai). Delegati držav članic (sinedroi) so bili odgovorni za vodenje skupnih zadev zveze. Sklical jih je in jim predsedoval odbor predsedujočih častnikov (proedroi), izbran z žrebom v času miru, in hegemon v času vojne. Odloki zveze so bili objavljeni v Korintu, Atenah, Delfih, Olimpiji in Pidni. Zveza  je vzdrževala vojsko z vojaki iz držav članic v približnem sorazmerju z njihovo velikostjo, medtem ko je Filip ustanovil grške garnizije v Korintu, Tebah, Pidni in Ambraciji, ki so jim poveljevali frurarhi ali poveljniki garnizij.

## Sporazum o skupnem miru
Vse države članice Koritske zveze so bile navedene v prisegi, ki so jo prisegli s 'Sporazum skupnem miru' (Koine Eirene). Nad mirom je bdela makedonska garnizija, nameščena v Akrokorintu in Halkidi ter v Kadmeji v Tebah. Odlomki prisege so bili najdeni v Atenah.

### Besedilo
| “ | [․․․․․․․․․21․․․․․․․․․․ Ποσ]ειδῶ ․․5․․ ․․․․․․․․․․22․․․․․․․․․․ς ἐμμεν[ῶ ․․․․] ․․․․․․․․․․22․․․․․․․․․․νον[τ]ας τ․․․․ [․․․․․․․․18․․․․․․․․ οὐδ]ὲ ὅπλα ἐ[π]οί[σω ἐ]- [πὶ πημονῆι ἐπ’ οὐδένα τῶν] ἐμμενόντ[ω]ν ἐν τ- [οῖς ὅρκοις οὔτε κατὰ γῆν] οὔτε κατὰ [θ]άλασ- [σαν· οὐδὲ πόλιν οὐδὲ φρο]ύριον καταλήψομ- [αι οὔτε λιμένα ἐπὶ πολέ]μωι οὐθενὸς τῶν τ- [ῆς εἰρήνης κοινωνούντ]ων τέχνηι οὐδεμι- [ᾶι οὔτε μηχανῆι· οὐδὲ τ]ὴν βασιλείαν [τ]ὴν Φ- [ιλίππου καὶ τῶν ἐκγόν]ων καταλύσω ὀδὲ τὰ- [ς πολιτείας τὰς οὔσας] παρ’ ἑκάστοις ὅτε τ- [οὺς ὅρκους τοὺς περὶ τ]ῆς εἰρήνης ὤμνυον· [οὐδὲ ποιήσω οὐδὲν ἐνα]ντίον ταῖσδε ταῖς [σπονδαῖς οὔτ’ ἐγὼ οὔτ’ ἄλ]λωι ἐπιτρέψω εἰς [δύναμιν, ἀλλ’ ἐάν τις ποε̑ι τι] παράσπονδ[ον] πε- [ρὶ τὰς συνθήκας, βοηθήσω] καθότι ἂν παραγ- [γέλλωσιν οἱ ἀεὶ δεόμενοι] καὶ πολεμήσω τῶ- [ι τὴν κοινὴν εἰρήνην παρ]αβαίνοντι καθότι [ἂν ἦι συντεταγμένον ἐμαυ]τῶι καὶ ὁ ἡγε[μὼ]- [ν κελεύηι ․․․․․12․․․․․ κα]ταλείψω τε․․ — — — — — — — — — — — — — :𐅃 [— — — — — — — — — — : Θεσ]σαλῶν :Δ [— — — — — — — — — — — ῶ]ν :ΙΙ [— — — — — — — — — Ἐλειμ]ιωτῶν :Ι [— — — — Σαμοθράικων καὶ] Θασίων :ΙΙ — — — — — — — — — ων :ΙΙ: Ἀμβρακιωτ[ῶν] [— — — — — — — ἀ]πὸ Θράικης καὶ [— — — — — :] Φωκέων :ΙΙΙ: Λοκρῶν :ΙΙΙ [— — — — Οἰτ]αίων καὶ Μαλιέων καὶ [Αἰνιάνων :ΙΙΙ: — καὶ Ἀγ]ραίων καὶ Δολόπων :𐅃 [— — — — — — : Πε]ρραιβῶν :ΙΙ [— — — — — : Ζακύνθο]υ καὶ Κεφαληνίας :ΙΙΙ | ” |

### Prevod
Prisega. Prisegam na Zevsa, Gajo, Helija, Pozejdona in vse bogove in boginje. Držal se bom skupnega miru in ne bom prelomil sporazuma s Filipom, niti ne bom prijel za orožje na kopnem ali morju, da bi škodoval komur koli od tistih, ki se držijo prisege. Prav tako ne bom zavzel nobenega mesta ali trdnjave ali pristanišča z ladjo ali napravo z namenom vojne proti udeležencem vojne. Prav tako ne bom odstavil kralja Filipa ali njegovih potomcev, niti ustav, ki obstajajo v vsaki državi, ko so prisegle mir. Prav tako ne bom storil ničesar v nasprotju s temi dogovori, niti ne bom dovolil nikomur drugemu, kolikor je to mogoče. Toda če kdo zagreši kakršno koli kršitev sporazuma, bom podprl tistega, ki potrebuje podporo, in se bom boril proti kršiteljem skupnega miru, kot je odločil (svet) in pozval hegemon, in ne bom opustil--------
iz Tesalije – Elimeje – Samotrake in Tasosa in Ambracije – iz Trakije in – Fokide, Ete in Malijci in Jonci in Egejci in Dolopi – Perhebi – z Zakintosa in Kefalonije.

## Aleksandrove kampanje
Odločitev za uničenje Teb kot kršitelja zgornje prisege je sprejel svet Korintske zveze z veliko večino. Poleg kršitve prisege je svet presodil, da so bili Tebanci tako končno kaznovani za njihovo izdajo Grkov med perzijskimi vojnami. Zvezo omenja Arijan iz Nikomedije (I, 16, 7) po bitki pri Graniku (334 pr. n. št.). Aleksander je v tempelj Atene Palade v Atenah poslal 300 panoplij z naslednjim napisom: 
| “ | Aleksander, Filipov sin, in Heleni, razen Lakedemonov, od barbarov, naseljenih v Aziji | ” |

Diodor Sicilski (Βίβλος ΙΖ’ 48.[6]) omenja odločitev Sveta leta 333 pr. n. št.  po bitki pri Isu, da pošlje veleposlanike Aleksandru, ki mu bodo prinesli odličnost Grčije (zlati venec). Po bitki pri Megalopolisu leta 331 pr. n. št. je Šparta prosila Aleksandra za pogoje, pod katerimi se lahko  Lakedemonci (Špartanci)  pridružijo Korintski zvezi. Med azijsko kampanjo je bil Antipater imenovan za namestnika hegemona Zveze, medtem ko je Aleksander osebno priporočil Atencem, naj svojo pozornost usmerijo na naslednje: če bi se mu kaj zgodilo, bi Atene prevzele oblast v Grčiji.

## Zapuščina
Zveza je bila razpuščena po lamijski vojni leta 322 pr. n. št. Po zmagi Demetrija I. Poliorketa v bitki pri Salamini leta 306 pr. n. št. je njegov oče Antigon I. Monoftalm od zbrane vojske prevzel naziv bazileja (kralj) Aleksandrovega imperija in pridobil nadzor nad Egejskim morjem, vzhodnim Sredozemljem in večji delom Bližnjega vzhoda. Medtem ko sta Antigon in Demetrij poskušala poustvariti Helensko zvezo Filipa II. s samima seboj kot hegemonoma, je oživela koalicija diadohov.  Kasander, Ptolemaj I. Soter, Selevk I. Nikator in Lizimah so ju odločilno porazili v bitki pri Ipsu leta 301 pr. n. št., v kateri je bil Antigon I. ubit.
Antigon III. Doson (vladal 229 – 221 pr. n. št.) je leta 224 pr. n. št. oživil Helensko zvezo, tokrat bolj znano kot 'Helensko zavezništvo', in se postavil za njenega predsednika. Zveza je delovala kot zavezništvo (symmachia) obstoječih grških zvez pod makedonsko hegemonijo. Zavezništvo ni bilo sestavljeno iz polisov, temveč iz večjih regionalnih enot, kot so Ahajci, Tesalci, Beotijci, Epirci itd. Federacije so ohranile notranjo avtonomijo, zunanjpolitično pa so bile soodvisne. Antigonova zveza je razširila oblast Antigonidov v južno Grčijo, tako da je leta 224 pr. n. št. povrnila Arkadijo in premagala špartanskega kralja Kleomena III. v bitki pri Selaziji leta 222 pr. n. št. Dosonu je uspelo obnoviti notranjo stabilnost v Makedoniji in ponovno vzpostaviti njen položaj prevladujoče sile v helenistični Grčiji.